# Molinos de San José de Jáchal
El conjunto de Molinos de los departamentos Jáchal e Iglesia en la Provincia de San Juan son un Monumento Histórico Nacional.
Mediante la Ley Nº 25.291, sancionada el 13 de julio de 2000 y promulgada el 14 de agosto de 2000, se declaró Monumento Histórico Nacional al conjunto de molinos y construcciones anexas conocidos con los nombres de:
- Molino de la familia Reyes
- Santa Teresa o de Sardiña
- Molino del Alto o de los García
- Viejo molino de Huaco o de los Dojorti

Todos ellos en el Departamento de Jáchal, Provincia de San Juan, República Argentina.
- Antiguo Molino Escobar o de Iglesia
- Viejo Molino de Bella Vista

Estos dos en el Departamento Iglesia de la Provincia de San Juan.
La preservación de este patrimonio está a cargo de la Secretaría de Cultura de la Nación, siendo la Secretaría de Turismo de la Nación, la encargada de difundir y promocionar el circuito turístico que integra el conjunto.
Se trata de un conjunto de construcciones de mediados del siglo XIX, que dan testimonio de ejemplos de la arquitectura industrial de esa época, y que además son símbolo de un pasado próspero, como zona productora de trigo, harinas y derivados, destinados a un mercado interno, que incluía además zonas cercanas de actividad minera en Chile. Un diplomático británico destinado en Buenos Aires entre 1824 y 1832, ha anotado también, que en cierta ocasión de escasez en la zona bonaerense, se consumía harina producida en San Juan.